# A Night with Beyoncé
A Night with Beyoncé  (Brasil: Uma noite com Beyoncé ) foi um especial de televisão de 2011 realizado pela cantora norte-americana Beyoncé, como um especial natalino. O programa que tem formato de concerto foi gravado no Fountain Studios — apresentador do The X Factor americano. A microssérie contou com três episódios. Os concertos foram pré-gravados em junho de 2011. O concerto foi produzido pela companhia de Beyoncé Knowles, a Parkwood Pictures e foi exibido sob licença da 'Sony Music e Victory Televison.
Para os três episódios, Tina Knowles e Tim White foram os responsáveis pelo figurino. As roupas, maquiagem e cabelo de Beyoncé, foram responsabilidades respectivamente de Ty Hunter, Raquel Smith, Francesca Tolot e Neal Farinah. As roupas de Steve Jones e da banda e dançarinos tiveram colaboração de Wendy Smith, Justin Law, Manuel Mendez e Kate Milner. O estilista Ralph & Russo criou dois vestidos para Beyoncé neste especial onde os dois usaram mais de cinquenta mil critais Swarovski.
O primeiro episódio foi apresentado pelo galês Steve Jones, que comandou um conjunto de perguntas e respostas da plateia a Beyoncé. O concerto contou com 52 minutos de duração onde Beyoncé performou 9 canções que incluíam seus maiores hit como afirmado por Lewis Corner da Digital Spy. No set-list incluiam singles número um como o tema de abertura "Crazy in Love", "Irreplaceable" e o tema de encerramento "Single Ladies (Put a Ring on It)". Este episódio foi transmitido pelas emissoras Ulster Television na Irlanda e ITV no Reino Unido no dia 4 de Dezembro. Sendo liberado na on-line dia 5 de Dezembro, na íntegra no site da emissora ITV.
O segundo episódio da microssérie foi apresentado pela francesa Karima Charni. Que apenas abriu e encerrou o show. Neste, Beyoncé cantou 14 canções, sendo 9 delas exibidas no primeiro episódio e 5 novas canções que incluíam as canções de seu álbum de 2011 4 como "I Miss You" e "I Was Here", e "Halo" de seu álbum anterior I Am... Sasha Fierce. Ele foi exibido na televisão francesa M6. Este episódio também foi disponibilizado on-line no site da televisão que o exibiu. Ele contou também com uma entrevista exclusiva da apresentadora Karima Charni.
No dia 29 de dezembro de 2011, o programa foi exibido na emissora de televisão brasileira Rede Record, no "Especial Beyoncé" que incluiu uma entrevista com o apresentador Rodrigo Faro e a exibição de "A Night With Beyoncé" como celebração para a passagem para o ano de 2012.

## Antecedentes
A transmissão foi anunciada no dia 22 de novembro pelo site oficial de Beyoncé. No dia 3 de Dezembro foi liberado fragmentos das performances de "Best Thing I Never Had", "Irreplaceable" e "End of Time". No dia 26 de novembro de 2011, foi ao ar um comercial do programa tendo 34 segundos de duração contendo trechos das canções "Crazy in Love", "Single Ladies (Put a Ring on It)" e "If I Were a Boy". No início de dezembro de 2011, a rede brasileira de televisão Rede Record começou a exibir uma chamada comercial informando da apresentação do concerto na emissora. O comercial tinha como plano de fundo a canção e o videoclipe de "Run the World (Girls)", além do videoclipe de "1+1". No dia 19 de dezembro de 2011, começou a ser exibido na Rede Record uma chamada comercial de 45 segundos do programa. Nele inclui imagens do concerto com o do especial Year of 4 além da entrevista que a cantora concedeu ao apresentador Rodrigo Faro, tendo como plano de fundo as canções "Single Ladies (Put a Ring on It)", "Run the World (Girls)" e "Dance for You".

## Programa

### Primeiro Episódio
| - "Crazy in Love" - Presentment: Steve Jones - "At Last" - "Irreplaceable" - Presentment: Steve Jones - Q&A: Fans - Scenes taken from Year of 4 - "End of Time" | - "If I Were a Boy"/"You Oughta Know" - Q&A: Fans - "1+1" - "Countdown" - Scenes taken from Year of 4 - "Best Thing I Never Had" - Presentment: Steve Jones - "Single Ladies (Put a Ring on It)" |

#### Sinopse
Beyoncé entra começa o show entrando pelos fundos, e cumprimentando a sua plateia, cantando o refrão de "Crazy in Love" eu uma versão de jazz, após chegar no palco a cantora executa a canção na versão original. Logo depois da performance Steve Jones sobe ao palco dizendo "É por isso que somos loucos de amor pela Beyoncé", fazendo referência ao nome da canção. Após saudar a plateia e os telespectadores, além ter uma breve conversa com a cantora, o apresentado galês desce até a plateia e apresenta a performance de "At Last" e completa: "Ela cantou está musica para Barack Obama, para a Etta James e agora vai cantar pra vocês", a câmera mostra o palco com Beyoncé em um novo figurino, após um breve introdução de sua orquestra.
Após o intervalo comercial Beyoncé canta seu hit  número um, "Irreplaceable" com a ajuda da audiência. Após o término da performance, Steve Jones sobre ao palco novamente dizendo "eu sei que você tem os melhores fãs do mundo", e pergunta se Beyoncé está preparada para algumas perguntas dos fãs. Após a conversa Jones desce à plateia e cede o microfone para duas fãs fazerem respetivamente duas perguntas a Beyoncé. Depois de alguns elogios vindos de Jones, são introduzidas cenas do documentário Year of 4 no qual foi transmitido e produzido pela emissora MTV. Após as cenas Jones pergunta a Beyoncé se ela poderia cantar outra canção, Knowles responde que poderia cantar "End of Time" e assim o faz, na performance a cantora conta com seus oito dançarinos para lhe auxiliar com a coreografia com altos níveis de dificuldade.
Beyoncé inicia o bloco executando "If I Were a Boy" junto com uma versão cover de "You Oughta Know", após a execução das músicas, novas perguntas são feitas a Beyoncé, e depois de uma brincadeira entre Jones e Beyoncé, a canção "1+1" é executada, com Beyoncé em cima do piano, tocado por Rie Tsuji. Após outro intervalo comercial, Beyoncé canta a terceira canção do álbum 4, "Countdown", ela tem o auxilio de grande parte de sua banda e todos os seus dançarinos para uma coreografia mais aleatória e divertida. Mais cenas do documentário Year of 4 são introduzidas. Beyoncé executa "Best Thing I Never Had" em cima de uma escada, parte da cenografia do palco, com alguns candelabros nos degraus, recebe ajuda de Bryan Tanaka para descer as escadas e finalizar a canção em frente ao público, e termina dizendo "Vocês cantaram muito bem".
Jones e Beyoncé tem uma breve conversa novamente antes de Beyoncé iniciar seu hit  "Single Ladies (Put a Ring on It)", dizendo: "Espero que vocês tenham gostado de hoje, mas ainda não acabou. Temos mais uma canção para vocês". Beyoncé canta a música com elementos de "Electric Feel".

### Segundo Episódio
- "Crazy in Love"
- "Run the World (Girls)"
- "I Care"
- "I Miss You"
- "Irreplaceable"
- "End of Time"
- "If I Were a Boy"
- "1+1"
- "Countdown"
- "Best Thing I Never Had"
- "Party"
- "Single Ladies (Put a Ring on It)"
- "I Was Here"
- "Halo"

### Sinopse
Beyoncé entra começa o show entrando pelos fundos, e cumprimentando a sua plateia, cantando o refrão de "Crazy in Love" eu uma versão de jazz, após chegar no palco a cantora executa a canção na versão original.(está frase precisa ser modificada, porque é repetição) Em seguida,  Cora Coleman-Dunham e Bibi McGill fazem a introdução tradicional do single "Run the World (Girls)", com auxilio de uma gravação simulando um ruído de motor de um automóvel, após o início da música Beyoncé executa a coreografia original da canção que não foi tocada integralmente. Em seguimento Beyoncé executa "I Care" sentada no centro do palco com gelo seco por todo ele, no momento do refrão Knowles fica de pé para confrontar o público em sua performance agressiva da música. Em seguida "I Miss You" é executada. Após as performances Beyoncé introduz "Irreplaceable" com auxilio de Bibi, além do público cantando a introdução da música, então Beyoncé canta a música integralmente.
Após a primeira parte do show Beyoncé canta "End of Time" com a coreografia original, com o auxilio de todos os dançarinos. Então, a cantora inicia "If I Were a Boy" junto com o cover agressivo de "You Oughta Know", que mistura a tristeza da letra da primeira música com a revolta e gestos obscenos da segundo performance. Beyoncé coloca calma no show ao executar a balada "1+1" em cima do piano de Rie Tsuji. Em seguida, a animação de "Countdown" que é cantada junto com todos os dançarinos e grande parte da banda da cantora.
Beyoncé inicia outra parte do show em cima de escadas localizadas no fundo do cenário, com ajuda do público a cantora executa "Best Thing I Never Had". Logo em seguida ela conta com as The Mamas para cantar "Party" que depende quase integralmente das backing vocals. Em seguida Knowles e suas dançarinas dançam "Single Ladies (Put A Ring on It)" com elementos de "Electric Feel". "I Was Here" por sua vez é a canção mais calma desta parte do show, onde Beyoncé canta ao lado de uma bailarina que faz gestos calmos e suaves tão quanto a música. Para encerrar o show Beyoncé cantar "Halo".

## Produção

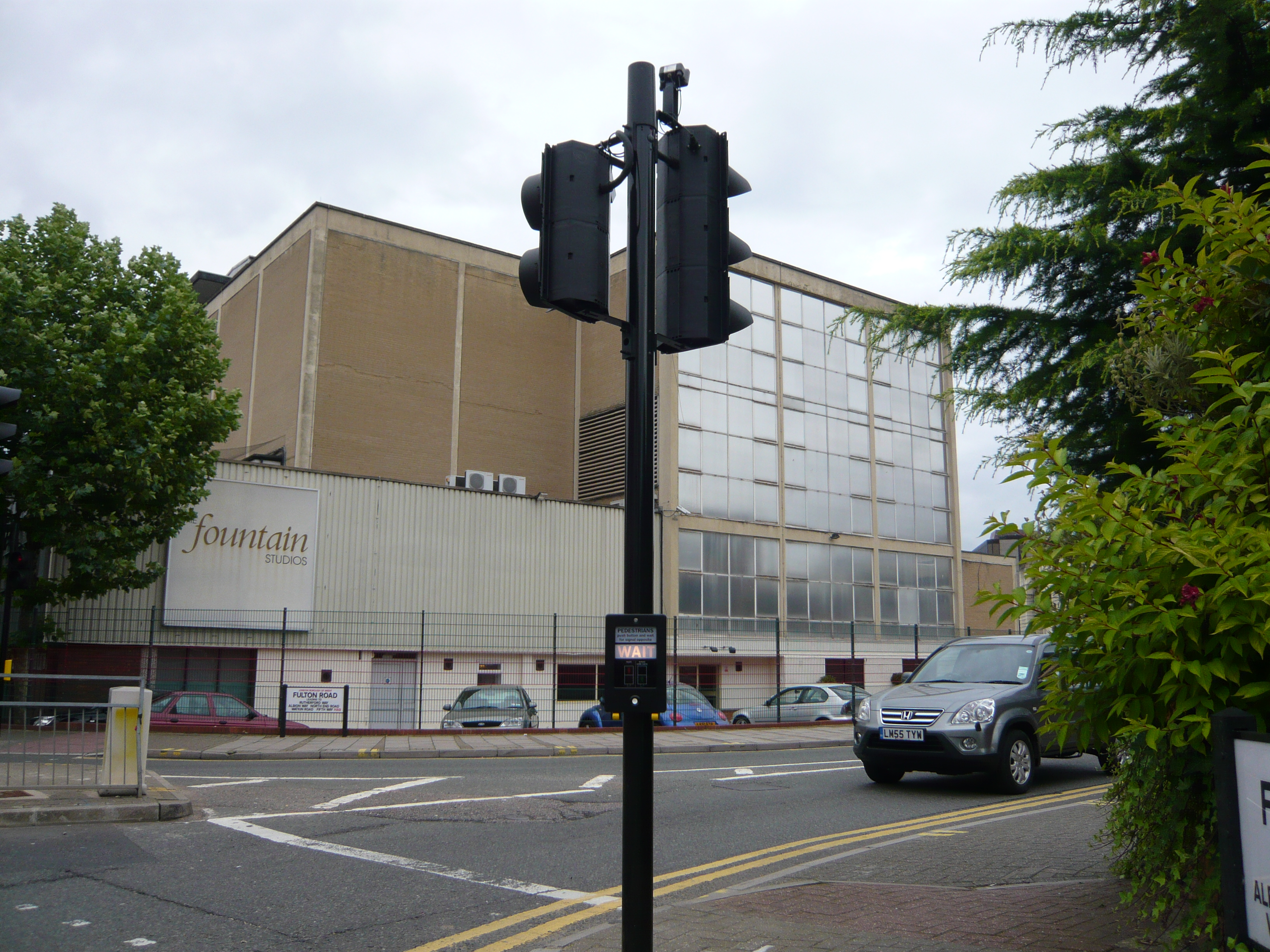
O programa foi gravado no Fountain Studios, estúdio que sedia originalmente os reality shows britânicos The X Factor UK e Britain's Got Talent.

### Gravação
O programa que tem formato de concerto foi gravado no Fountain Studios, um estúdio de televisão localizado em Wembley, a noroeste de Londres na Inglaterra. O especial foi transmitido pela emissora britânica ITV 1 no dia 4 de Dezembro. O concerto foi pré-gravado em Junho de 2011. O concerto foi produzido pela Victory Televison e co-produzido Sony Music. O programa de auditório de gênero de entretenimento e comédia foi dirigido por Beyoncé Knowles e Declan Lowney, produzido por Sophie Waite, Annie King, Victoria Ashbourne e apresentado pelo apresentador galês Steve Jones que também apresenta o The X Factor americano.

### Cenário
Durante todo o programa era visível as influências egípcias no cenário do concerto. Desde o palco principal, até as decorações ao fundo, a forma triangular era evidenciada e misturada com esculturas e velas. A cor branca dominou no cenário, onde preencheu todo o fundo, mas no palco principal a cor preta espelhada deu uma contraste de cores ao ambiente. O jogo de luzes dava um efeito especial que parecia interagir com a música. O cenário era constituído com duas pirâmides brancas uma com uma abertura em seu meio onde ficou Bibi McGill guitarrista da banda, e a outra tinha uma cortina em seu interior.
Ao redor de castiçais de velas, os instrumentos de corda estavam ao fundo do palco principal. Já na lateral ficou as Backing vocals Montina Cooper, Crystal Callins, Tiffany Riddick mais comumente conhecidas como The Mamas. O palco principal onde Beyoncé performou suas canções tinha o piso no formato triangular de cor preto espelhado. No bico do palco tinha uma escada de três degraus onde Beyoncé usou para subir até ele. Ao todo, o cenário era constituído por várias escadas, como por exemplo uma atrás do palco onde Beyoncé a usou para performar a canção "Best Thing I Never Had".

### Figurino
| “ | Ambos os vestidos foram projetados especialmente com cristais de Swarovski para ajudar a criar uma sensação de diversão a mais para seu show. | ” |

O estilista Ralph & Russo comentando sobre seus vestidos com cristais Swarovski, usados por Beyoncé no programa.
Os responsáveis pelo figurino foram Tina Knowles e Tim White. As roupas, maquiagem e cabelo de Beyoncé, foram responsabilidades respectivamente de Ty Hunter, Raquel Smith, Francesca Tolot e Neal Farinah. As roupas de Steve Jones e da banda e dançarinos tiveram colaboração de Wendy Smith, Justin Law, Manuel Mendez e Kate Milner.
O especial começa com Beyoncé usando um macacão de malha personalizado pelo estilista Ralph & Russo que foram detalhados com critais Swarovski de fumaça azul, o figurino é usado para a execução da canção "Crazy in Love". Em seguida o apresentador do programa Steve Jones entrevista Beyoncé usando um terno preto etilizado por Kate Milner, logo após a cantora performa a canção "At Last" usando um vestido com cintura larga.
Após o intervalo comercial, Beyoncé aparece com um vestido branco com decote e com detalhes de cristais em suas estremidades. Com cintura bem marcada, com este vestido Beyoncé executa as canções "Irreplaceable", "End of Time", "If I Were A Boy", "You Oughta Know" a canção "1+1" que foi executada em cima de uma piano branco e "Countdown". Em seguida, depois do intervalo comercial, Beyoncé novamente trocou de roupa, onde ela estava com uma saia de couro vermelho queimado acompanhado por uma blusa corset de brinze com corte metálico, também enfeitado com vários cristais personalizado pelo estilista Ralph & Russo. Com esta roupa, Beyoncé performou as canções "Best Thing I Never Had" e "Single Ladies (Put a Ring on It)" encerrando o programa.

## Recepção

### Avaliação da crítica
| Críticas profissionais | Críticas profissionais |
| Avaliações da crítica  | Avaliações da crítica  |
| Fonte                  | Avaliação              |
| ---------------------- | ---------------------- |
| TV Guide               | 8.1 de 10 estrelas.    |

No dia 5 de dezembro, um escritor da Soul Culture declarou que no programa Beyoncé "Performou alguns de seus maiores e mais conhecidos hits." Este comentário foi ecoado por Lewis Corner da Digital Spy no dia 1 de dezembro de 2011  que publicou um comentário Daniela Neumann da emissora britânica ITV: "Beyoncé é uma das maiores artistas em vendas de hoje. Ela é uma performer de classe mundial que deslumbra seu público com sua energia e talento. " (...) "Estamos entusiasmados de ter este evento de entretenimento muito especial e exclusivo na ITV. " No dia 12 de dezembro de 2011, o um escritor do site That Grape Juice revelou que sua equipe participou da gravação do programa em Londres, no Reino Unido. Ele também comentou: "Não é nada melhor do que uma boa música "Urban" na multidão de Londres cujos ingressos estavam livres." O escritor Carlos Rahman do We Blog Daily deu uma avaliação positiva ao programa chamando Beyoncé de "ícone do R&B/Pop". O site TV Guide deu uma avaliação positiva ao programa concedendo 8 estrelas num total de 10.

### Audiência
O primeiro episódio da microssérie foi exibido no Reino Unido no dia 4 de dezembro de 2011 pela emissora de televisão ITV 1, onde teve uma audiência com o pico de 4,36 milhões de telespectadores, liderando a audiência da TV neste horário e sendo segunda melhor audiência da TV neste dia. O programa ficou na vigésima-segunda posição no ranking semanal desta emissora com em média 3.92 milhões de telespectadores. O programa também foi exibido no mesmo país pela emissora ITV 1+1, onde ficou na décima posição no ranking semanal da emissora com em média 248 mil telespectadores. No dia 30 de dezembro de 2011, o especial foi exibido na rede de TV brasileira Record. A exibição do especial na Record gerou grande audiência nas redes sociais no Brasil, logo se tornado o assunto mais comentado no país.

### Impacto
Após a exibição do especial na televisão, as vendas dos produtos da Beyoncé aumentaram significativamente. No Reino Unido as vendas do seu mais recente álbum 4 sofreu o aumento de 146,60% vendendo mais de 24,115 mil cópias, saltando da quadragésima-nona posição para vigésima-sexta no UK Albums Chart. As vendas do single "Love on Top" também aumentaram onde a canção subiu 36 posições, subindo da quinquagésima-quarta posição para a vigésima-oitava no UK Singles Chart e da décima-quinta para a sétima posição no UK R&B Singles Chart. Outros dois single do álbum 4 sofreram aumentos de vendas, "Countdown" subiu da vigésima-sexta posição para a décima-sétima no UK R&B Singles Chart e "Best Thing I Never Had" subiu da trigésima-sétima posição para a décima-nona na mesma parada. Também aumentaram as vendas do álbum I Am... Sasha Fierce que subiu da vigésima-oitava posição para a vigésima-quinta no UK R&B Albums Chart, ele ainda re-entrou no UK Albums Chart. O especial serviu também como divulgação do DVD Live at Roseland: Elements of 4 que estreou na oitava posição do UK Music DVD Chart. Na Irlanda e França onde o especial também foi exibido, ele serviu como promoção deste DVD, onde ele estreou na décima posição no Irish Top 10 Music DVDs e na oitava posição no French Music DVD Chart.

## Créditos
| Concerto - Elenco: Beyoncé Knowles - Apresentação: Steve Jones - Direção: Beyoncé Knowles, Declan Lowney - Direção musical: Frank Gatson Jr. - Figurino: Tina Knowles, Tim White - Roupas de Beyoncé: Ty Hunter, Raquel Smith - Maquiagem de Beyoncé: Francesca Tolot - Cabelo de Beyoncé: Neal Farinah - Roupas da banda/dançarinos: Wendy Smith, Justin Law, Manuel Mendez - Roupas de Steve Jones: Kate Milner - Maquiagem de Steve Jones: Kevin Fortune - Script: David O'Reilly, Amelia Price - Designer gráfico: Huge Designs Programa - Instalações: Fountain Studios, Suite TV, Nice Shoes, Vidiots INC, Big Yellow Duck - Pós-produção: Jonathan Lia - Edição: Graham Barker, Adrian Conway, Michael Amoia, Anthony Amoia - Mixagem: Jean-Marie-Horvat, Simon Wright, Ryan Heiferman, Ian Rowan - Palco manager: Vicky Madden, Ben Munday - Cenografia: Julian Healy - Direção de luz: Gurdip Mahal - Supervisão das câmeras: Chirs Goor - Supervisão do áudio: Kevin Duff - Produção: Sophie Waite, Annie King, Victoria Ashbourne - Planejamento: Phil Parsons Banda - Bibi McGill - Brittani Washington - Rie Tsuji - Divinity Roxx - Cora Coleman-Dunham - Katty Rodriguez-Harold - Crystal Torres - Kischia Carter Backing vocals - Montina Cooper - Crystal Callins - Tiffany Riddick | Orquestra - Bryony James - Camilla Pay - Eleanor Mathieson - Emma Owens - Hayley Pomefrett - Jenny Sasha - Jo Allen - Kotono Sato - Kylie Davies - Llinos Richards - Polly Wiltshire - Rosie Danvers - Stephanie Cavey Dançarinos - Ai Shimatisu - Aaron Witter - Ashley Everett - Ashley Seldon - Bryan Marsh - Chris Grant - Kimberly Gipson Demais créditos - Faisel Durrani - Lee Anne Callahan-Longo - Jim Sabey - Jenke-Ahmed Tailly - Melissa Vargas - Ed Burke - Bryan Tanaka - Bill Kirsten Sony Music créditos - Adam Gruffin - Joggs Camfield - Nick Gatfield - Steven Lappin |